# 보아즈 솔로사
보아즈 솔로사(인도네시아어: Boaz Solossa, 1986년 3월 16일 ~ )는 인도네시아의 축구 선수이다. 현재 인도네시아 슈퍼리그의 페르시푸라 자야푸라에서 활동하고 있다.

## 클럽 경력
2004년 페르시푸라 자야푸라 선수가 되었다. 인도네시아 슈퍼리그 개막 첫해에는 득점왕, 최우수 선수 모두에 올랐으며 2010/11 시즌에도 또 득점왕과 최우수 선수가 되었다. 2011년에는 네덜란드 VVV 펜로에서 영입 제의가 있었지만, 가정 사정에 따라 페르시푸라 자야푸라에 잔류했다.
2016년에는 인도네시아를 떠나 이웃 나라 동티모르 카르사에 FC에 인도네시아 선수 이마누엘 완가이, 옥토비아누스 마니아니와 함께 영입되었다. 그러나 같은 해 4월, 솔로사와 완가이는 불과 4경기 출장만에 팀에서 탈퇴하며 퇴 보아스는 페르시푸라 자야푸라에 복귀했다.

## 대표 경력
선수가 된 첫 해인 2004년, 투르크메니스탄과의 2006년 FIFA 월드컵 아시아 지역 예선 경기에서 대표팀으로 첫 출전하였으며, 경기에서 일함 자야 케스마에게 2 어시스트를 기록하며 팀의 3 대 1 승리에 크게 공헌했다. 2004년 타이거컵의 멤버로도 선출되어 조별 예선에서 4골을 넣었다. 일함의 7득점에 이은 득점을 많은 선수가 되었지만 결승에서 싱가포르에 패해 우승하지 못했다.
이후 홍콩과의 친선 경기에서 태클을 받고 부상당했으며, 2007 AFC 아시안 컵 멤버로 출전할 수 없었다.

## 사생활
솔로사는 파푸아바랏 주에서 유명한 일가인 솔로사 가문에서 태어났다. 솔로사 가문은 축구 가문으로, 5 형제자매 중 막내로 태어났다. 형인 오르티잔 솔로사, 네헤미아 솔로사도 축구 선수이다. 또한 삼촌인 자프 솔로사는 파푸아 주지사를 역임한 인물이다.
2013년 센데라와시 대학교에서 경제학 학사를 취득했다. 또한 그는 공무원으로도 일하고 있다.